# Wałbrzych Fabryczny
Wałbrzych Fabryczny – dworzec został oficjalnie otwarty 15 sierpnia 1867 roku pod nazwą Waldenburg Oberer Banhof. 27 sierpnia 1945 roku, a więc jak dworce Wałbrzych Główny i Wałbrzych Szczawienko zostaje on nazwany Borowieck, potem Wałbrzych. 6 września 1947 roku dworzec został przemianowany na Wałbrzych Fabryczny. Obecnie jest to duża stacja towarowa oraz niewielka stacja pasażerska położona na odludziu. Dworzec mieści się blisko śródmieścia. Dawniej w pobliżu stacji mieściły się Zakłady Koksownicze nr 2 „Bolesław Chrobry” oraz kopalnia „Wałbrzych”. Budynek stacyjny został przeznaczony na cele mieszkalne.

## Ruch pasażerski
| Rok  | Wymiana pasażerska na dobę |
| ---- | -------------------------- |
| 2017 | 50-99                      |
| 2022 | 20-49                      |